# Старе Мурси
Старе Мурси (пол. Stare Mursy) — село в Польщі, у гміні Стердинь Соколовського повіту Мазовецького воєводства.
Населення — 99 осіб (2011).
У 1975-1998 роках село належало до Седлецького воєводства.

## Демографія
Демографічна структура станом на 31 березня 2011 року:
|          | Загалом | Допрацездатний вік | Працездатний вік | Постпрацездатний вік |
| -------- | ------- | ------------------ | ---------------- | -------------------- |
| Чоловіки | 54      | 13                 | 33               | 8                    |
| Жінки    | 45      | 9                  | 20               | 16                   |
| Разом    | 99      | 22                 | 53               | 24                   |